# Stefan Borsukiewicz
Stefan Borsukiewicz (ur. 28 kwietnia 1918 w Aleksnadrówku nad Dnieprem, zm. 21 sierpnia 1942 w Ringway k. Manchesteru) – polski poeta.

## Życiorys
Absolwent I Liceum Ogólnokształcącego im. Karola Marcinkowskiego w Poznaniu (matura 1938 r.).
Był uczestnikiem kampanii wrześniowej. Brał między innymi udział w bitwie nad Bzurą i w obronie Warszawy. Po klęsce armii polskiej, znalazł się w Wielkiej Brytanii, gdzie został instruktorem spadochronowym. Debiutował na łamach czasopisma „Polska Walcząca” (Londyn) jako poeta. Zginął w nieszczęśliwym wypadku podczas wykonywania skoku spadochronowego – spadochron się nie otworzył.
Za życia wydał tylko jeden tomik poezji. Były to „Kontrasty”, które ukazały się w Londynie w 1942 r. Krajowa reedycja „Kontrastów” nastąpiła w 1981 r. W roku 1987 wydany w Londynie został tom „Powrót” zawierający utwory wybrane poety.